# ستان مارتن
ستان مارتن (بالإنجليزية: Stan Martin)‏ هو لاعب كرة قدم أسترالية أسترالي، ولد في 23 نوفمبر 1889 في Dunolly, Victoria ‏ في أستراليا، وتوفي في 3 مايو 1917 في بوليكورت في فرنسا.

## وصلات خارجية
- ستان مارتن على موقع AustralianFootball.com (الإنجليزية)
- ستان مارتن على موقع AFLtables.com (الإنجليزية)